# کودکان در هولوکاست
در طول هولوکاست، کودکان به ویژه در معرض خطر مرگ تحت رژیم نازی قرار داشتند. تخمین زده می‌شود که ۱.۵ میلیون کودک، تقریباً همگی یهودی، در جریان هولوکاست، یا مستقیماً توسط نازی‌ ها یا در نتیجه مستقیم اقدامها آنان، کشته شدند. در پایان جنگ، تنها ۱۵۰۰۰۰ کودک یهودی در اروپا باقی ماندند.

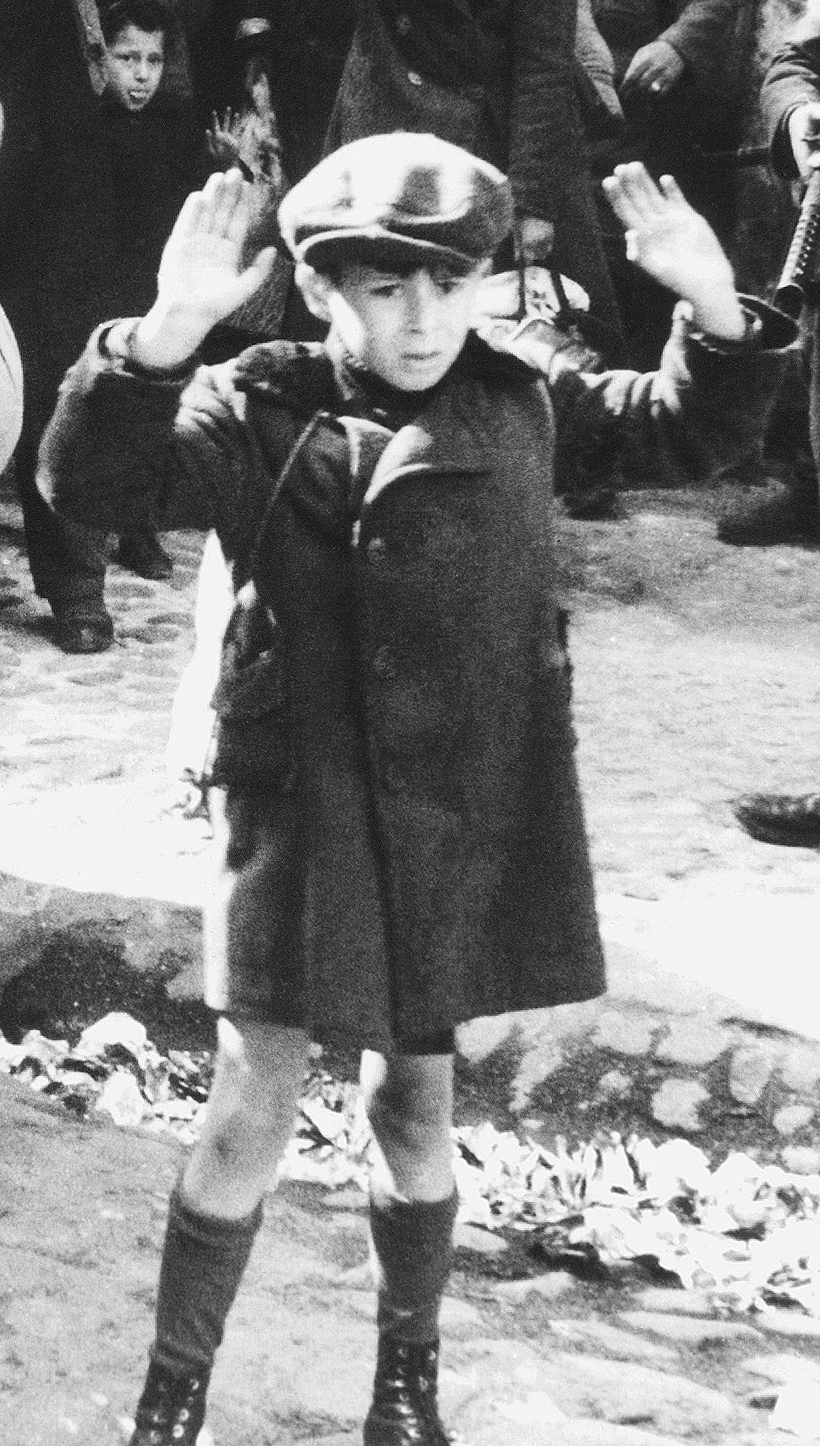
پسر گتوی ورشو، شاید نمادین ترین عکس کودکان در هولوکاست.

نازی‌ ها کشتن کودکان مردم «ناخواسته» یا «خطرناک» را مطابق با دیدگاه‌ های ایدئولوژیک خود، چه به عنوان بخشی از ایده نژادی نازی‌ها یا به عنوان یک اقدام امنیتی پیشگیرانه، توجیه می‌کردند. آنان به ویژه کودکان یهودی را هدف قرار می‌دادند، اما همچنین کودکان لهستانی و رومانی (که آنها را کولی می‌نامیدند) و کودکان دارای ناتوانی‌ های جسمی یا ذهنی را نیز هدف می‌گرفتند. نازی‌ ها و همدستان آنان کودکان را به دلایل ایدئولوژیک و در انتقام از حملات واقعی یا ادعایی چریک‌ها می‌کشتند. کشتارهای اولیه با تشویق نازی‌ها در عملیات تی۴ انجام می‌شد، جایی که کودکان معلول با گاز کربن منوکسید، گرسنگی، تزریق فنول به قلب یا حلق‌ آویز کشته می‌شدند.
تعداد کمی از کودکان نجات یافتند. برخی به سادگی زنده ماندند، اغلب در گتو و گاهی در اردوگاه کار اجباری. برخی در برنامه‌هایی مانند انتقال کودکان  (آلمانی: Kindertransport) و «هزار کودک» نجات یافتند که در آنها کودکان از سرزمین‌های خود گریختند. کودکان دیگری نیز با پنهان شدن نجات یافتند. در طول جنگ و حتی قبل از آن، بسیاری از کودکان آسیب‌پذیر توسط اُوور دو سکورس او انفان (OSE, سازمان بشردوستانه یهودی) نجات داده شدند.

## جداسازی در مدارس
در ۲۵ آوریل ۱۹۳۳ میلادی، رژیم نازی «قانون علیه ازدحام در مدارس و دانشگاه‌ های آلمان» را تصویب کرد که باعث آغاز تفکیک نژادی در مدارس برای کودکان و جوانان یهودی شد. این قانون تعداد دانش‌آموزان یهودی که می‌توانستند در مدارس دولتی ثبت‌نام کنند را به ۱.۵ درصد از کل جمعیت دانش‌آموزی محدود می‌کرد. با این حال، وقتی که جمعیت یهودی در مناطق اطراف بیش از ۵ درصد بود، ۵ درصد از جمعیت مدرسه می‌توانست یهودی باشد. علاوه بر این، بسیاری از کودکان یهودی واجد شرایط معافیت بودند که به آنها اجازه می‌داد از این قانون مستثنا شوند. این معافیت‌ها شامل کودکان یهودی از ازدواج‌های مخلوط، کودکان که پدرانشان در جنگ جهانی اول خدمت کرده بودند و کودکان که تابعیت خارجی داشتند، می‌شد.
با وجود افزایش واجدین شرایط از میان کودکان و جوانان یهودی در نتیجه معافیت‌ها، بسیاری از دانش‌آموزان یهودی بالای ۱۴ سال سیستم آموزشی را ترک کردند، زیرا پس از این سن تحصیل الزامی نبود. به عنوان مثال، در وورتمبرگ، ۵۸ درصد از جمعیت دانش‌آموزان یهودی در مدارس عالی ترک تحصیل کردند، با وجود اینکه قانون ۱۹۳۳ میلادی تنها شامل ۱۰ درصد از دانش‌آموزان می‌شد. این نشان می‌دهد که چگونه بسیاری از دانش‌آموزان یهودی به انتخاب خود، سیستم آموزش دولتی را ترک کردند تا از محیط مدرسه که روز به روز ضدیهودی‌تر می‌شد، فرار کنند.
خصومت رو به رشد علیه کودکان یهودی با این واقعیت منعکس می‌شود که دانش‌آموزان یهودی نمرات بدتری نسبت به بقیه دانش‌آموزان دریافت می‌کردند، صرف نظر از کیفیت کار آنها. علاوه بر این، معلمان از شرکت دانش‌آموزان یهودی در فعالیت‌های مدرسه جلوگیری می‌کردند و عناصر ایدئولوژی نازی را در کلاس‌هایشان وارد می‌کردند، مانند استفاده از اصطلاح ها یهودستیزی در کلاس. در نتیجه این فضای خصمانه در کلاس، بسیاری از دانش‌آموزان یهودی با انزوا از دوستان سابق خود مواجه شدند.
سرانجام، بسیاری از یهودیان آلمانی فرزندان خود را در مدارس یهودی ثبت نام کردند تا از آزار و اذیت در کلاس درس جلوگیری کنند. در نتیجه، تعداد کودکانی که در مدارس یهودی ثبت نام کرده بودند از ۱۴ درصد در سال ۱۹۳۲ به ۶۰ درصد در سال ۱۹۳۷ افزایش یافت. علاوه بر این، در عرض دو سال، تعداد مدارس یهودی از ۱۳۰ مدرسه در سال ۱۹۳۵ به ۱۶۷ مدرسه در سال ۱۹۳۷ افزایش یافت. افزایش مدارس یهودی و همچنین جمعیت دانش آموزی در چنین مدارسی، گرایش جامعه یهودیان آلمان را از مدارس دولتی به سمت مدارس خصوصی نشان می دهد.
اگرچه جامعه یهودی به طور کلی به سمت مدارس خصوصی گرایش پیدا کرده بود، برخی از یهودیان آلمانی تا ۱۵ نوامبر ۱۹۳۸ به تحصیل در مدارس دولتی ادامه دادند، وقتی که وزیر آموزش و پرورش رایش، حضور تمامی دانش آموزان یهودی در مدارس دولتی آلمان را ممنوع کرد.

## علت‌های مرگ
نیروهای آلمانی از اوایل جنگ، گتوهایی را در بسیاری از شهرها و روستاهای لهستان مانند ورشو و لودز ایجاد کردند. در این گتوها، کودکان یهودی در اثر گرسنگی، سرما و همچنین کمبود پوشاک و سرپناه مناسب جان خود را از دست می‌دادند. مقام ها آلمانی نسبت به این مرگ و میر گسترده بی‌تفاوت بودند، زیرا اکثر کودکان کوچک‌تر گتو را «خورندگان بی‌ فایده» و غیرمولد می‌دانستند.

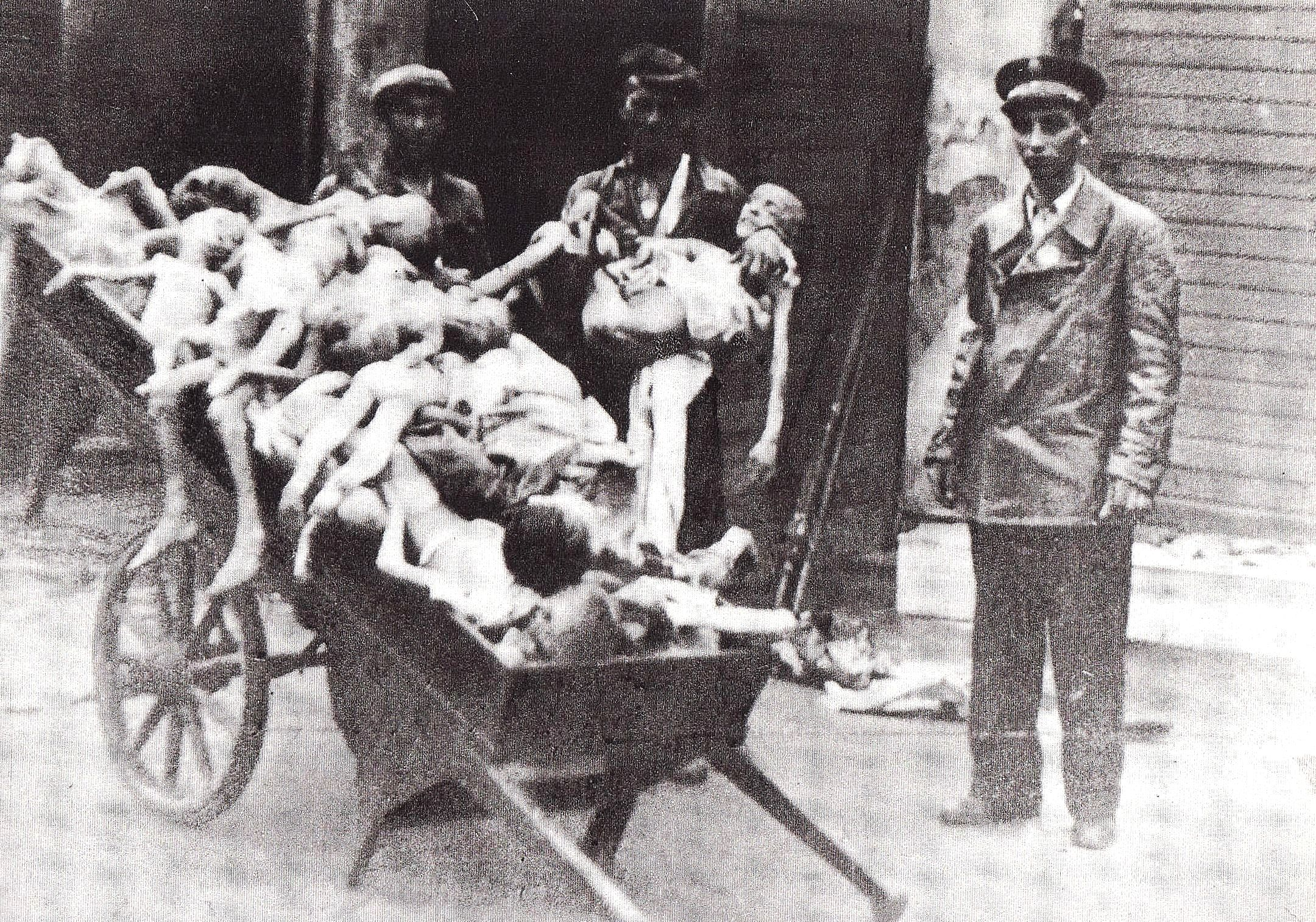
اجساد لاغر شده کودکان در گتوی ورشو.

کنترل سختگیرانه‌ ای بر ساکنان گتوها اعمال می‌شد و مواد غذایی تأمین شده به طور عمدی محدود بود. از سال ۱۹۴۲ به بعد، برنامه گتوسازی پایان یافت. ساکنان گتوها در اردوگاه‌ های مختلف مرگ کشته شدند. از آنجا که کودکان معمولاً برای به کارگیری در کار اجباری بسیار جوان بودند، آنها به طور ویژه در معرض خطر کشته شدن قرار داشتند: آنها یکی از گروه‌ های اصلی در اولین محموله‌ های اعزامی به مراکز کشتار یا تیرباران دسته‌ جمعی در کنار گورهای دسته جمعی به همراه سالمندان، بیماران و معلولان بودند.
کودکانی که به اندازه کافی سالم بودند تا بتوانند کار کنند، اغلب تا سر حد مرگ مجبور به انجام کارهایی برای سود اردوگاه می‌شدند؛ گاهی اوقات نیز کودکان مجبور به انجام کارهای غیرضروری مانند کندن گودال‌ها می‌شدند.
کودکان غیریهودی از برخی گروه‌ های هدف دیگر نیز مصون نماندند. در اردوگاه کار اجباری آشویتس، کودکان رومانی کشته می‌شدند. همزمان، پنج تا هفت هزار کودک قربانی یک برنامه «یوتانازی» شدند. دیگران نیز در انتقام‌جویی‌ها کشته شدند، از جمله اکثر کودکان لیدیچه؛ بسیاری از کودکان در روستا های مناطق اشغالی اتحاد جماهیر شوروی نیز همراه با والدین خود کشته شدند.

## حوادث پزشکی

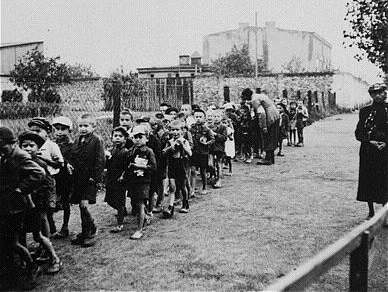
گتو ووچ, کودکان برای اخراج به اردوگاه مرگ خلمنو جمع آوری شدند.

مقام ها آلمانی همچنین تعدادی از کودکان را در اردوگاه‌ های کار اجباری و اردوگاه‌ های ترانزیت زندانی می‌کردند. پزشکان و محققان پزشکی شوتزاِشتافل (SS) از کودکان، به‌ویژه دوقلو ها، در اردوگاه‌ های کار اجباری برای آزمایشها پزشکی استفاده می‌کردند که اغلب منجر به مرگ کودکان می‌شد.
در جستجوی بازیابی «خون آریایی» یا نژاد کامل، کارشناسان نژادی SS دستور ربودن و انتقال صدها کودک در لهستان اشغالی و مناطق اشغالی اتحاد جماهیر شوروی به رایش را برای فرزندخواندگی توسط خانواده‌ های آلمانی واجد شرایط نژادی صادر کردند. اگرچه مبنای این تصمیمها «علم نژادی» بود، اما اغلب مو های بلوند، چشمان آبی یا پوست روشن برای "فرصت" آریایی‌سازی کافی بود.

## اردوگاه‌ های ترانزیت

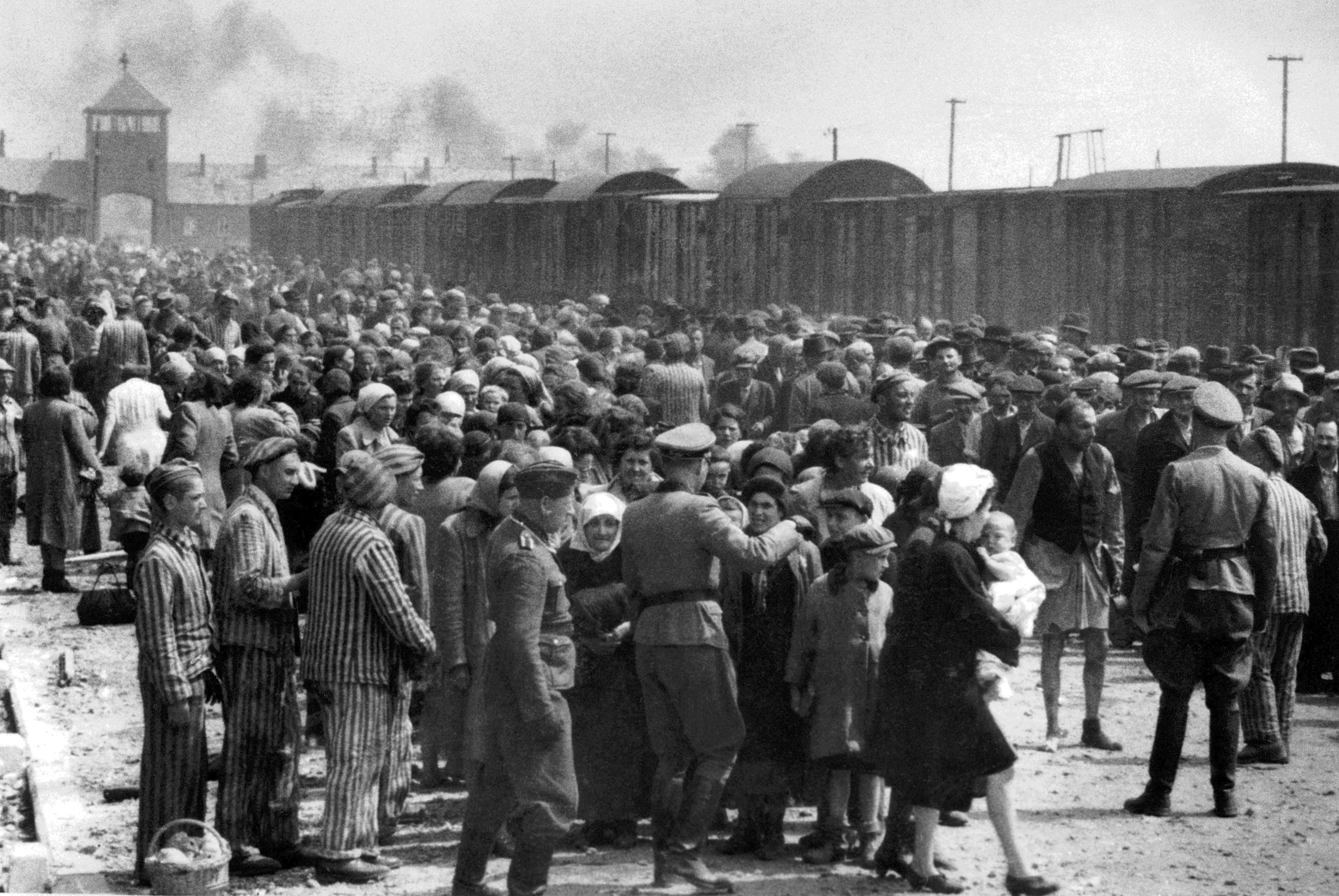
تصویری از یهودیان مجارستانی در یک اردوگاه کار اجباری لهستان.

اردوگاه‌ های ترانزیت، توقف‌گاه‌ های موقتی در مسیر به اردوگاه‌ های کار اجباری در طول هولوکاست بودند. بسیاری از کودکان همراه با خانواده‌ هایشان به این اردوگاه‌ ها آورده می‌شدند، بی‌ آنکه بدانند چه چیزی در انتظارشان است. برخی امیدوار بودند که در آنجا زندگی جدیدی را آغاز کنند و دوستان جدیدی پیدا کنند، در حالی که بسیاری دیگر ترسیده بودند. کودکانی که به اردوگاه‌ های ترانزیت آورده می‌شدند، از پیشینه‌ های مختلفی بودند.
در اردوگاه‌ های ترانزیت، کودکان با بدن‌های برهنه احاطه شده بودند. تخت خواب هایشان صرفاً چهارچوب‌های فلزی بود. کمبود غذا همراه با ترس از آمدن قطارها برای اخراج وجود داشت. هیچ لوازم مدرسه‌ای در اختیارشان قرار نمی‌گرفت. کودکان شروع به دیدن اعضای خانواده‌شان از زاویه‌ای متفاوت کردند، زیرا هر یک از اعضای خانواده با سختی‌ های مختلفی در اردوگاه‌ های ترانزیت دست و پنجه نرم می‌کرد.
منابع کمی برای پرورش و رشد کودکان در اردوگاه‌ های ترانزیت وجود داشت. گروهی از صهیونیست‌های مجارستانی یک کمیته نجات تشکیل دادند تا مذاکره برای جلوگیری از اخراج کنند. دختران بزرگ‌تر از کودکان کوچک‌تر مراقبت می‌کردند. پزشکان، پرستاران و موسیقی‌دانان سخنرانی‌ها، کنسرت‌ها و فعالیت‌هایی را برای کودکان سازماندهی می‌کردند. داوطلبان و سازمان‌های خیریه غذا و لباس تأمین و کلاس‌های آموزشی مخفیانه را برای ادامه تحصیل کودکان ترتیب می‌دادند. مربیان کودک به آنها درباره ایده‌های صهیونیسم و روح دموکراسی آموزش می‌دادند؛ همچنین جو پرمهری را ترویج می‌کردند. این گروه‌ها همچنین در کاهش مشکل گرسنگی در اردوگاه‌ها. کمک می‌کردند.
یکی از موارد شناخته شده نگهداری کودکان توسط نازی‌ها در اردوگاه‌ های ترانزیت، مورد آنه فرانک و خواهرش در برگن-بلزن است. از دیگر موارد قابل ذکر می‌توان به کودکانی که در اردوگاه مایدانک نگهداری می‌شدند اشاره کرد، برخی از آنها به دلیل کشته شدن والدینشان در عملیات‌های نازی ضد چریکی، یتیم شده بودند.

## اردوگاه آشویتس و یوزف منگله

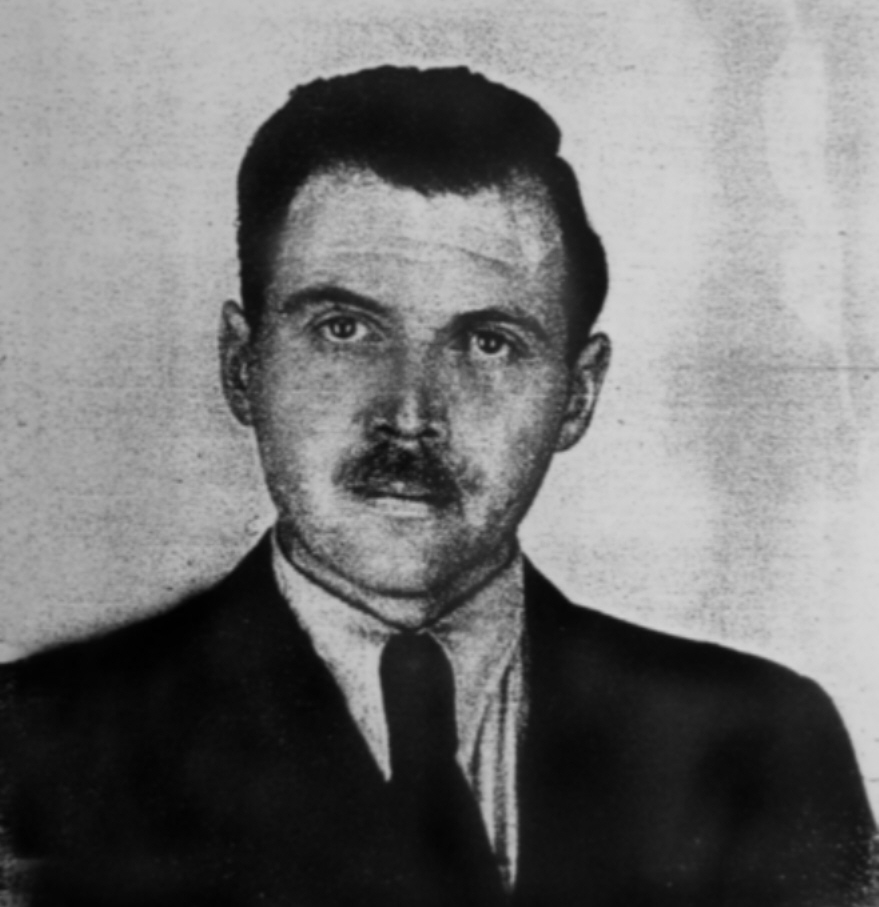
عکس از مدرک شناسایی آرژانتینی منگله (۱۹۵۶)

یوزف منگله پزشکی بود که در اردوگاه کار اجباری آشویتس کار می‌کرد. افرادی که روی آن‌ها آزمایش می‌کرد، از غذا و مسکن بهتری نسبت به دیگر زندانیان برخوردار بودند و موقتاً از اتاق های گاز در امان بودند. او یک مهدکودک برای کودکانی که موضوع آزمایش‌ها بودند، به همراه تمامی کودکان رومانی زیر ۶ سال ایجاد کرد. این مرکز غذا و شرایط زندگی بهتری نسبت به سایر بخش‌های اردوگاه داشت و حتی زمین بازی نیز شامل می‌شد. هنگام ملاقات با کودکانی که روی آن‌ها آزمایش می‌کرد، خود را «عمو منگله» معرفی می‌کرد و به آن‌ها شیرینی می‌داد. با این حال، او شخصا مسئول مرگ تعداد نامشخصی از قربانیان نیز بود. نبود مقرراتی برای آزمایش‌های او، به منگله اجازه می‌داد آزادانه آزمایش‌هایش را انجام دهد. نویسنده رابرت جی لیفتون، منگله را سادیست، فاقد همدلی و به شدت یهودستیز توصیف می‌کند و ادعا می‌کند که او معتقد بود یهودیان باید به عنوان یک نژاد حقیر و خطرناک به صورت کامل نابود شوند. پسر منگله، رولف، گفت که پدرش هیچ پشیمانی از اعمال خود در دوران جنگ نشان نمی‌داد. 

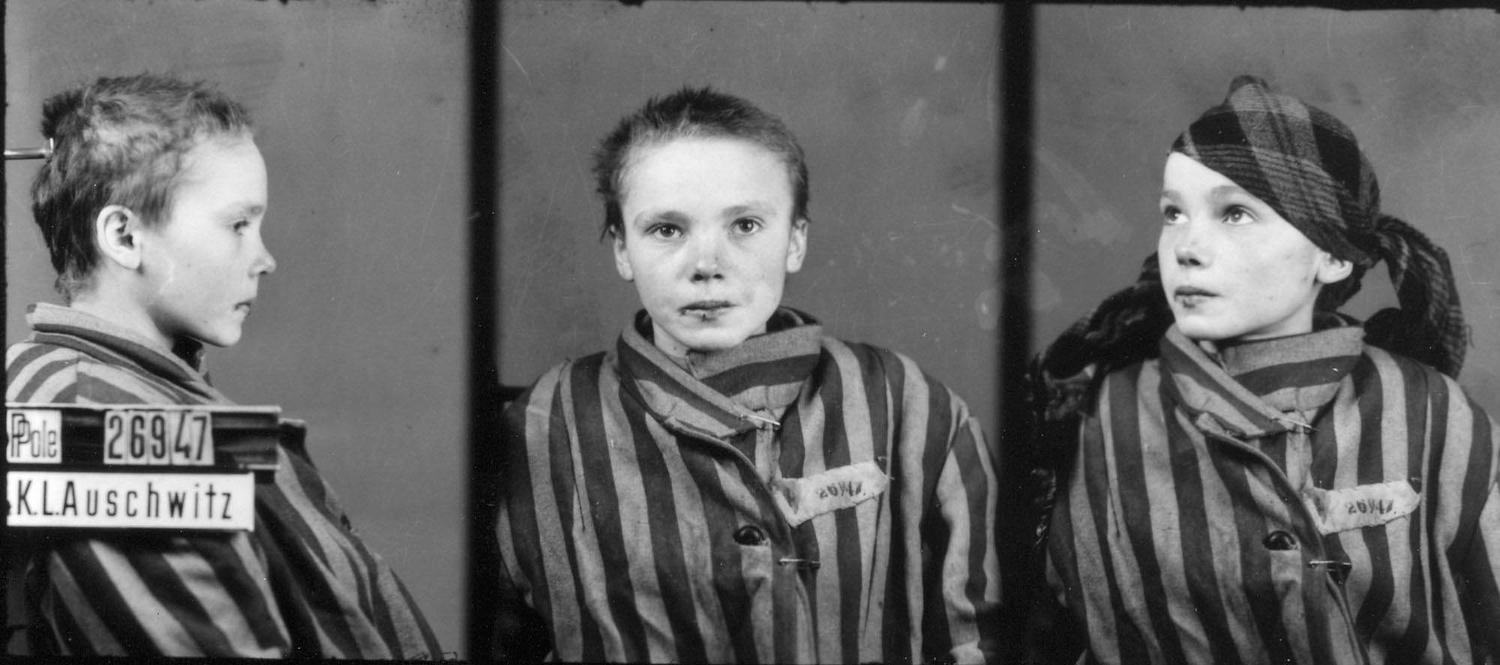
چسواو فوکا, کودک قربانی در آشویتس.

منگله شیفتگی به دوقلوها داشت. او به تفاوت بین دوقلوهای همسان و ناهمسان همچنین به اینکه بیماری‌ های ژنتیکی چگونه بر آنها تأثیر می‌گذارد و از کجا منشا می‌گیرند، علاقه‌مند بود. این آزمایش‌ها همچنین بین صفات ژنتیکی و صفاتی که توسط محیط زندگی کودک شکل گرفته بود، تمایز قائل می‌شد. منگله معروف بود که وقتی قطار جدیدی از زندانیان می‌رسید، خود را مرخص جا می‌زد تا شخصا هر دوقلویی را که می‌دید انتخاب کند. او روی کودکان عمل جراحی انجام می‌داد، تاحدی برای یافتن نقاط ضعف ژنتیکی در ترکیب یهودیان یا رومانی‌ها و فراهم کردن شواهد علمی برای ایده‌ های حزب نازی. منگله فرضیه داشت که موضوعات آزمایشی او به دلیل نژادشان در برابر برخی بیماری‌ ها آسیب‌پذیرتر بودند. علاوه بر این، او معتقد بود که بر اساس نمونه‌هایش، آنها خون و بافت تحلیل‌رفته‌ای داشتند.

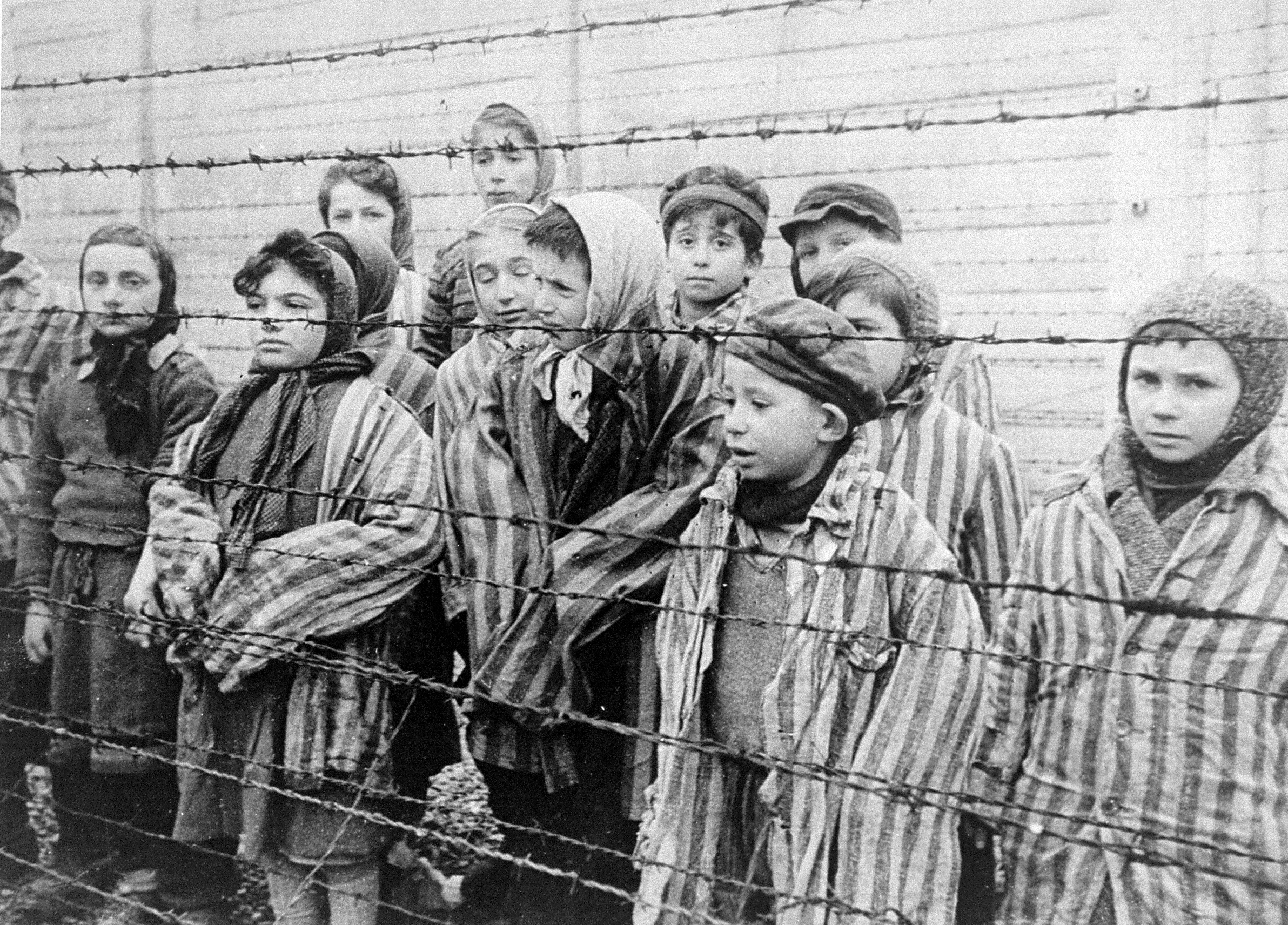
دوقلوهای یهودی که زنده نگه داشته شدند تا در آزمایشات پزشکی منگل مورد استفاده قرار گیرند. این کودکان در ژانویه ۱۹۴۵ توسط ارتش سرخ از آشویتس آزاد شدند.

منگله, یا یکی از دستیارانش, هر هفته دوقلوها را برای معاینه ها و اندازه‌گیری ویژگی‌های فیزیکی‌شان مورد آزمایش قرار می‌داد. او آزمایش‌هایی مانند قطع اندام‌های غیرضروری انجام می‌داد؛ در آزمایش دیگری، عامدانه یکی از دوقلوها را به تیفوس یا بیماری دیگری آلوده می‌کرد و خون دوقلوی آلوده را به دوقلوی دیگر تزریق می‌نمود. بسیاری از موضوع های آزمایشی او در حین این روندها جان خود را از دست می‌دادند. پس از پایان یک آزمایش، گاهی دوقلوها کشته می‌شدند و بدن‌هایشان تشریح می‌شد. میکلوش نییسزلی، یکی از زندانیان اردوگاه آشویتس، به خاطر می‌آورد که در یک شب منگله شخصا چهارده دوقلو را با تزریق کلروفرم به قلب‌شان کشت. اگر یکی از دوقلوها در اثر بیماری می‌مرد، منگله دوقلوی دیگر را می‌کشت تا بتواند پس از مرگ‌شان گزارش‌های مقایسه‌ای تهیه کند.
منگله به خاطر آزمایش‌هایش روی چشم‌ها شناخته می‌شد. یکی از مطالعهای خاص او ناهمرنگی عنبیه بود، وضعیتی که در آن چشم‌های افراد رنگ متفاوتی داشتند. پس از کشتن افراد مبتلا به ناهمرنگی عنبیه، او چشم‌هایشان را خارج می‌کرد و برای مطالعه به برلین می‌فرستاد. یکی دیگر از آزمایش‌های منگله روی چشم‌ها، تلاش برای تغییر رنگ چشم با تزریق مواد شیمیایی به چشم‌های موضوع های زنده بود.
آزمایش‌های او روی افراد کوتاه قامت و کسانی که ناهنجاری‌های فیزیکی داشتند، شامل گرفتن اندازه‌های فیزیکی، خونگیری، کشیدن دندان‌های سالم و درمان با داروها و اشعه ایکس غیرضروری بود. شاهد عینی ورا الکساندر توصیف کرد که چگونه منگله دو دوقلوی رومانی را پشت به پشت به یکدیگر دوخت تا دوقلوی به‌ هم‌ چسبیده ایجاد کند. این کودکان پس از چند روز رنج کشیدن جان باختند.

### آشویتس، شاهد اولیه از کودکانی که زنده سوزانده شده‌اند
در ۲۵ ژوئیه ۱۹۴۵ میلادی در کراکوف، قاضی استانیسلاو ژمودا (دکترای فلسفه) به کمیسیون اصلی برای بررسی جرایم آلمان در لهستان به درخواست، با مشارکت و در حضور یکی از اعضای کمیسیون اصلی، وکیل وینسنتی یاروسینسکی (دکترای فلسفه) سابق زندان اردوگاه آشویتس با شماره ۲۶۲۸۱ [Stanisława Rachwał née Surówka] را به عنوان گواهی مصاحبه کرد. پس از آگاهی از مسئولیت جنایی برای ارائه اظهارات غلط، گواهی به شرح زیر شهادت داد:
«کنار کوره های آدم سوزی گودال‌های عمیقی برای سوزاندن جسد‌هایی که جایی در کوره‌ ها نمی‌گرفتند، وجود داشت. می‌دانم که کودکان کوچکی که در حمل و نقل‌ها در شب می‌رسیدند، به کامیون‌های حمل زباله بارگیری شده و به گودال‌ها منتقل می‌شدند و زنده در گودال‌ها ریخته می‌شدند از بدن کامیون که به صورت خودکار بالا می‌رفت. وقتی کودکان را به داخل پرتاب می کردند، گودال ها از قبل می سوختند. فریادهای وحشتناک قربانیان در سراسر اردوگاه زنان به مدت یک تا سه دقیقه شنیده می شد.»— Stanisława Rachwał née Surówka

## اردوگاه کار اجباری کودکان سیساک
در طول وجود دولت کرواسی در جنگ جهانی دوم، اوستاشه کرواسی اردوگاه‌ های کار اجباری متعددی مانند اردوگاه‌های یاسنواتس، جاکوو و یاسترِبارسکو را ایجاد کردند که در آنجا بسیاری از کودکان صرب، یهودی و کولی زندانی شده و جان خود را از دست دادند. یکی از این اردوگاه‌ ها، اردوگاه کار اجباری سیساک بود که به طور ویژه برای کودکان و به عنوان بخشی از اردوگاه یاسنواتس تشکیل شده بود. 
اردوگاه کار اجباری کودکان سیساک در ۳ اوت ۱۹۴۲ میلادی پس از عملیات کوزارا تأسیس شد. این اردوگاه بخشی از یک اردوگاه اجتماعی بود که به طور رسمی «اردوگاه ترانزیت پناهندگان» نام داشت. این اردوگاه شامل یک بخش ویژه بود که رسماً «پناهگاه کودکان پناهنده» نامیده می‌شد. تمام ساختمان‌های این اردوگاه برای اسکان کودکان نامناسب تشخیص داده شده بودند. به عنوان مثال، در انجمن شاهین، درهایی وجود نداشت؛ به دلیل اینکه برای خشک کردن نمک ساخته شده بود، جریان هوا در آن زیاد بود. کودکان، حتی آنهایی که تنها چند ماه از عمرشان می‌گذشت، مجبور بودند روی زمین با لایه نازکی از کاه، بدون هیچ لباس یا پتویی بخوابند. زمانی که اپیدمی تیفوس شیوع یافت، کودکان آلوده به یک بیمارستان بدوی منتقل شدند که تنها باعث افزایش تلفات شد.
اولین گروه از کودکان در ۳ اوت ۱۹۴۲ میلادی رسیدند؛ تعداد آنها ۹۰۶ نفر بود. در روز بعد گروه دیگری از ۶۵۰ کودک آورده شد؛ گروه سوم در ۶ اوت با ۱۲۷۲ کودک رسید. در طول اوت و سپتامبر ۱۹۴۲ میلادی، اوستاشه ها والدین را از ۳۹۷۱ کودک جدا کردند و آنها را به کار اجباری فرستادند. از اوت ۱۹۴۲ تا ۸ فوریه ۱۹۴۳، ۶۶۹۳ کودک بازداشت شده. تا ۴۰ کودک در هر روز می مردند.
لازار مارگولیش در مورد شرایط اردوگاه گواهی داد:
«من متوجه شدم که بسته های غذایی ارسالی از سوی صلیب سرخ هرگز به کودکان زندانی داده نشده است. وظیفه من به عنوان یک پزشک این بود که این زندانیان کوچک را بررسی کنم، بنابراین اغلب به این مکان ها سر می زدم: ساختمان سوکولانا، جایی که کودکان روی بتن خالی دراز کشیده بودند یا اگر خوش شانس بودند، روی کمی کاه. بیمارستان به اصطلاح، در یک مدرسه کوچک در سیساک قدیمی، تخت خواب نداشت، بنابراین کودکان روی زمین با کمی کاه پریشان و آلوده که با خون و مدفوع آغشته شده بود و پوشیده از ازدحام مگس ها دراز کشیده بودند.»
جانا کوه، دبیر سابق صلیب سرخ کرواسی، درباره شرایط اردوگاه چنین گفت:
«سربازخانه ها با راهروهایی که توسط اوستاشاها محافظت می شدند به هم متصل بودند. نه چندان دور از آمبولانس، از سربازخانه دیگری، ناله های غمگین کودکان شنیده می شد. چهارصد کودک روی کف خالی قرار داشتند: نوزادان، کودکانی با چند هفته یا چند ماه سن، تا ده سال. دیگر نمی شد فهمید که چه تعداد کودک آمده است و به کجا فرستاده شده اند. کودکان در سربازخانه کودکان بی امان گریه می کردند و مادرانشان را صدا می زدند، که تنها چند قدم از آنها دور بودند، اما آن جنایتکاران فاشیست اجازه نمی دادند مادران به کودکانشان نزدیک شوند. کودکان بزرگتر با اشک به ما می گویند که نمی توانند کوچکترها را آرام کنند، زیرا گرسنه هستند، کسی برای عوض کردن پوشک کوچکترها نیست، و می ترسند که همه بمیرند. این کودکان، که هنوز به سن ده سالگی نرسیده اند، به ما سوگند می خورند: «بیا خواهر، مادران را برای ما بیاور، حداقل مادران را برای این کوچولوها بیاور. خواهی دید، اگر مادرانشان را نیاوری، با همین اشک ها خفه خواهند شد».

## وسیله بقا
علیرغم آسیب پذیری حاد آنها، بسیاری از کودکان راه هایی برای بقا پیدا کردند. کودکان غذا و دارو را به داخل گتوها قاچاق می کردند، در عوض اشیاء شخصی خود را برای مبادله با این کالاها قاچاق می کردند. کودکان در جنبش های جوانان بعداً از گتوها گریختند تا به فعالیت های مقاومت زیرزمینی مانند واحدهای پارتیزان شوروی بپیوندند؛ دیگران واحدهای خود را تشکیل دادند تا اشغالگران آلمانی را اذیت کنند. بسیاری از کودکان با والدین یا سایر بستگان به اردوگاه های خانوادگی اداره شده توسط پارتیزان های یهودی گریختند؛ دیگران مجبور شدند به تنهایی فرار کنند.
بسیاری از کودکان یهودی مجبور شدند برای امنیت خود هویت خود را جعل کنند. آنها مدارک هویت جعلی را که معمولاً از مقاومت ضد نازی می آمد، به دست آوردند تا خود را آریایی جلوه دهند. هرچند این یکی از تنها راه های بقا برای کودکان بود، اما ریسک امنیتی عمده ای را به همراه داشت. پلیس و سایر مقامات نازی به دقت مدارک را بررسی می کردند تا یهودیان پنهان شده را کشف کنند.
بریت میلا (ختنه)، سنت یهودی که در آن پیش پوست نوزادان پسر یهودی برداشته می شود، راهی آسان برای شناسایی یهودیان بود زیرا غیریهودیان معمولاً از این روند عبور نمی کردند. پسران باید در استفاده از دستشویی های عمومی و شرکت در ورزش های گروهی مراقب می بودند زیرا هویت یهودی آنها ممکن بود فاش شود. به عنوان یک راه حل، آنها باید تحت روش های اضافی قرار می گرفتند که ختنه را پنهان می کرد یا گاهی اوقات حتی لباس دختر می پوشیدند.

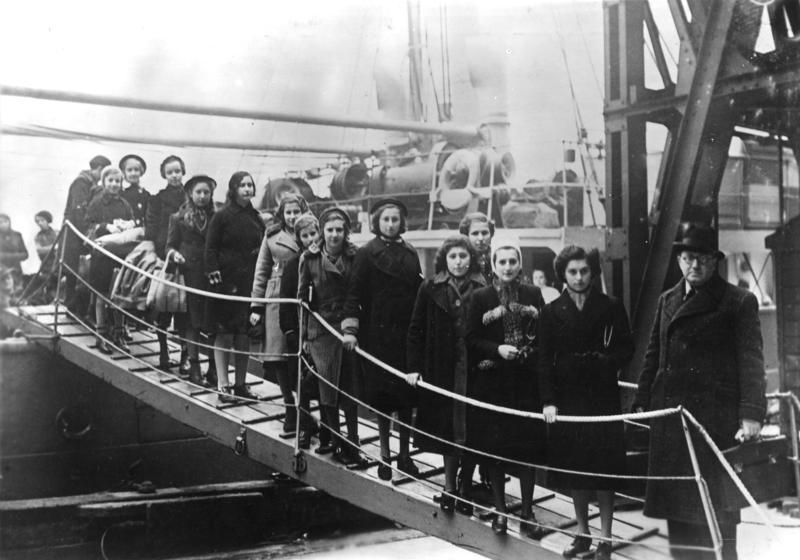
ورود کودکان پناهجوی یهودی به بندر لندن در فوریه ۱۹۳۹

### انتقال کودکان
بین سال‌های ۱۹۳۸ و ۱۹۳۹ میلادی، کیندرترانسپورت (انتقال کودکان) یک تلاش نجات بود که توسط دولت بریتانیا و با همکاری سازمان‌های یهودی سازماندهی شد. حدود ۱۰،۰۰۰ کودک پناهنده یهودی را از آلمان نازی و مناطق اشغال شده آلمان به امنیت در بریتانیای کبیر آورد، هرچند خانواده‌ های آنها همراهشان نبودند. همچنین مهاجرت نوجوانان مسئول ادغام هزاران کودک در زندگی در سرزمین اسرائیل برای بقای آنها و همچنین احیای اجتماع یهودی در سرزمین اسرائیل بود.
در ایالات متحده، برخی افراد تلاش کردند تا کمک کنند، و تلاش‌های سراسر کشور امکان نجات ۱،۰۰۰ کودک یهودی از نازی‌ها را فراهم کرد. برخلاف کار انگلیسی‌ها، تلاش‌های واقعی نجات هیچ پشتیبانی دولتی نداشت؛ کسانی که می‌خواستند کمک کنند، باید راه‌ های خود را برای مبارزه با سهمیه‌های مهاجرتی پیدا می‌کردند. گیلبرت و الینور کراوس زوجی بودند که در سال ۱۹۳۹ قبل از شروع جنگ، ۵۰ کودک یهودی را برای نجات از نازی‌ها به ایالات متحده آوردند. آنها این ۵۰ کودک را با مصاحبه از خانواده‌ هایشان که نزدیک به دریافت ویزای آمریکا بودند، انتخاب کردند. اکثر این کودکان که به فیلادلفیا نقل مکان کرده بودند، در نهایت با خانواده‌ هایشان ملاقات کردند. با الهام از کیندرترانسپورت، کنگره تحت فشار قرار گرفت تا اجازه ورود تا ۱۰۰،۰۰۰  کودک یهودی به آمریکا را بدهد. در سال ۱۹۳۹، لایحه واگنر-راجرز پیشنهاد شد که قرار بود ۲۰،۰۰۰ کودک پناهنده یهودی زیر ۱۴ سال را بدون همراه به ایالات متحده راه دهد. اما در فوریه ۱۹۳۹، این لایحه نتوانست تأیید کنگره را کسب کند.

### پنهان کردن کودکان
در همین حال، برخی از غیریهودیان کودکان یهودی را پنهان می کردند؛ گاهی، همانطور که در مورد آنه فرانک بود، آنها اعضای دیگر خانواده را نیز پنهان می کردند. در برخی موارد، یهودیان واقعاً پنهان شده بودند؛ در موارد دیگر، آنها به خانواده که آنها را پنهان کرد ملحق شدند. یک مورد منحصربفرد از پنهان شدن در فرانسه رخ داد. تقریباً تمام جمعیت پروتستان شهر لو شامبون-سور-لینیون، به همراه بسیاری از کشیشان کاتولیک، راهبه ها و شهروندان عادی، کودکان یهودی را در این شهر از سال ۱۹۴۲ تا ۱۹۴۴ پنهان کردند. در ایتالیا و بلژیک نیز، بسیاری از کودکان با پنهان شدن جان سالم به در بردند.
در بلژیک، سازمان مسیحی ژوننس اوریر کرتین (Jeunesse Ouvrière Chrétienne) کودکان و نوجوانان یهودی را با حمایت ملکه الیزابت (Queen-Mother Elisabeth) از بلژیک پنهان کرد.
پس از تسلیم آلمان نازی که به پایان جنگ جهانی دوم منجر شد، پناهندگان و آوارگان در سراسر اروپا به دنبال کودکان گمشده می گشتند. هزاران کودک یتیم در اردوگاه ها آواره شده بودند. بسیاری از کودکان یهودی بازمانده از اروپای شرقی در قالب خروج انبوه (بریها) به مناطق غربی آلمان اشغال شده، در مسیر جامعه یهودی در سرزمین اسرائیل گریختند. علیه نوجوانان پس از جنگ نیز به فعالیت خود ادامه داد و به کودکان بازمانده کمک کرد تا به فلسطین تحت قیمومیت که به زودی در سال 1948 به دولت اسرائیل تبدیل شد، نقل مکان کنند.
پس از تسلیم آلمان نازی که به پایان جنگ جهانی دوم منجر شد، پناهندگان و آوارگان در سراسر اروپا به دنبال کودکان گمشده می گشتند. هزاران کودک یتیم در اردوگاه ها آواره شده بودند. بسیاری از کودکان یهودی بازمانده در قالب خروج انبوه (بریخا) از اروپای شرقی به مناطق غربی آلمان اشغال شده، در مسیر جامعه یهودی در سرزمین اسرائیل گریختند. سازمان «علیه نوجوانان» پس از جنگ نیز به فعالیت خود ادامه داد و به کودکان بازمانده کمک کرد تا به قیمومت بریتانیا بر فلسطین که به زودی در سال ۱۹۴۸ به دولت اسرائیل تبدیل شد، نقل مکان کنند.